# Gacsalk
Gacsalk (szlovákul: Gočaltovo) község Szlovákiában, a Kassai kerület Rozsnyói járásában.

## Fekvése
Rozsnyótól 14 km-re, nyugatra fekszik.

## Története
A település a csetneki uradalom területén keletkezett a 13. század második felében. 1318-ban „Gocholk” néven említik először, a község neve egykori soltészának, a 13. században élt Gottschalknak nevét őrizte meg. 1346-ban „Gachakfalva”, 1580-ban „Goczaltovo” alakban szerepel az írott forrásokban. 1427-ben 25 adózó családfője volt. A 16. századig a Bebekek birtoka, később több tulajdonosa is volt. Lakói kezdetben bányászattal, később mezőgazdasággal és állattartással, a 19. században gyümölcstermesztéssel, szénégetéssel és fuvarozással is foglalkoztak.
A 18. század végén Vályi András így ír róla: „GACSALK. Gatzalkó. Tót falú Gömör Vármegyében, földes Urai külömbféle Urak, lakosai katolikusok, fekszik Csetnek Városától nem messze. Határja sovány, és hegyes, legelője elég, fája is tűzre, piatzozása kettő, vas verő műhelye, vagy hámorja közel, a’ hol pénzt kereshetnek, kendert áztató vize alkalmatos, réttyei soványak harmadik Osztálybéli.”
1802-ben 962-en lakták. 1828-ban 48 házában 391 lakos élt.
Fényes Elek geográfiai szótárában eképpen ír a községről: „Gacsalk, (Gocsaltow), tót falu, Gömör és Kis-Hont egyesült vmegyékben, Csetnekhez egy órányira: 44 kath., 317 evang. lak., kik szenet égetnek, fuvaroznak. Határa több hegyekből, de csak egy völgyből áll, és szorgalmatos javitást kiván. F. u. Gömöry, Czékus s m. Ut. p. Rozsnyó.”
1862-ben az egész falu leégett. Borovszky Samu monográfiasorozatának Gömör-Kishont vármegyét tárgyaló része szerint: „Gacsalk, a hasonnevű patak mellett fekvő tót kisközség, 52 házzal és 283 ág. ev. h. vallású lakossal. E község 1346-ban Gachakfalva, 1427-ben pedig Gachaak néven fordul elő. A Bebekek ősi birtokai közé tartozott. 49Később a gróf Csáky, a Gömöry és a Czékus családok bírták. A XVIII. században találkozunk csak Gačalto, vagy Gocsaltow tót nevével. 1862-ben az egész község leégett. A lakosok dalegyletet tartanak fenn. Ág. ev. temploma 1802-ben épült. Postája, távírója és vasúti állomása Kuntaplócza.”
1920-ig Gömör-Kishont vármegye Rozsnyói járásához tartozott.

## Népessége
| Év:            | 1994. | 2004.   | 2014.   | 2024.    |
| -------------- | ----- | ------- | ------- | -------- |
| Emberek száma: | 270   | 249     | 246     | 209      |
| Eltérés:       |       | -7,77 % | -1,20 % | -15,04 % |

| Év:            | 2023. | 2024.   |
| -------------- | ----- | ------- |
| Emberek száma: | 218   | 209     |
| Eltérés:       |       | -4,12 % |

1880-ban 292 lakosából 30 magyar, 252 szlovák és 5 egyéb anyanyelvű volt. Ebből 259 evangélikus, 28 római katolikus és 5 izraelita vallású volt.
1890-ben 279 lakosából 35 magyar és 244 szlovák anyanyelvű volt.
1900-ban 283 lakosából 25 magyar és 255 szlovák anyanyelvű volt.
1910-ben 236 lakosából 51 magyar és 178 szlovák anyanyelvű volt.
1921-ben 253 lakosából 99 magyar, 3 zsidó, 138 csehszlovák, 12 egyéb és 1 állampolgárság nélküli volt. Ebből 234 evangélikus, 16 római katolikus és 3 izraelita vallású volt.
1930-ban 252 lakosából 244 csehszlovák, 5 zsidó és 3 állampolgárság nélküli volt. Ebből 208 evangélikus, 38 római katolikus és 6 izraelita vallású volt.
1970-ben 293 lakosából 1 magyar és 292 szlovák volt.
1980-ban 275 lakosából 4 magyar és 271 szlovák volt.
1991-ben 255 lakosából 2 magyar és 207 szlovák volt.
2001-ben 247 lakosából 6 magyar és 241 szlovák volt.
2011-ben 251 lakosából 2 magyar és 237 szlovák volt.
2021-ben 228 lakosából 3 magyar, 4 cigány, 212 (+1) szlovák, 1 egyéb és 8 ismeretlen nemzetiségű volt.

## Nevezetességei
- Evangélikus temploma 1736-ban épült, 1802-ben klasszicista stílusban alakították át és különálló tornyot építettek hozzá.